# Torello Macchia
Torello Macchia (1864 – 1948) è stato un ingegnere e architetto italiano.

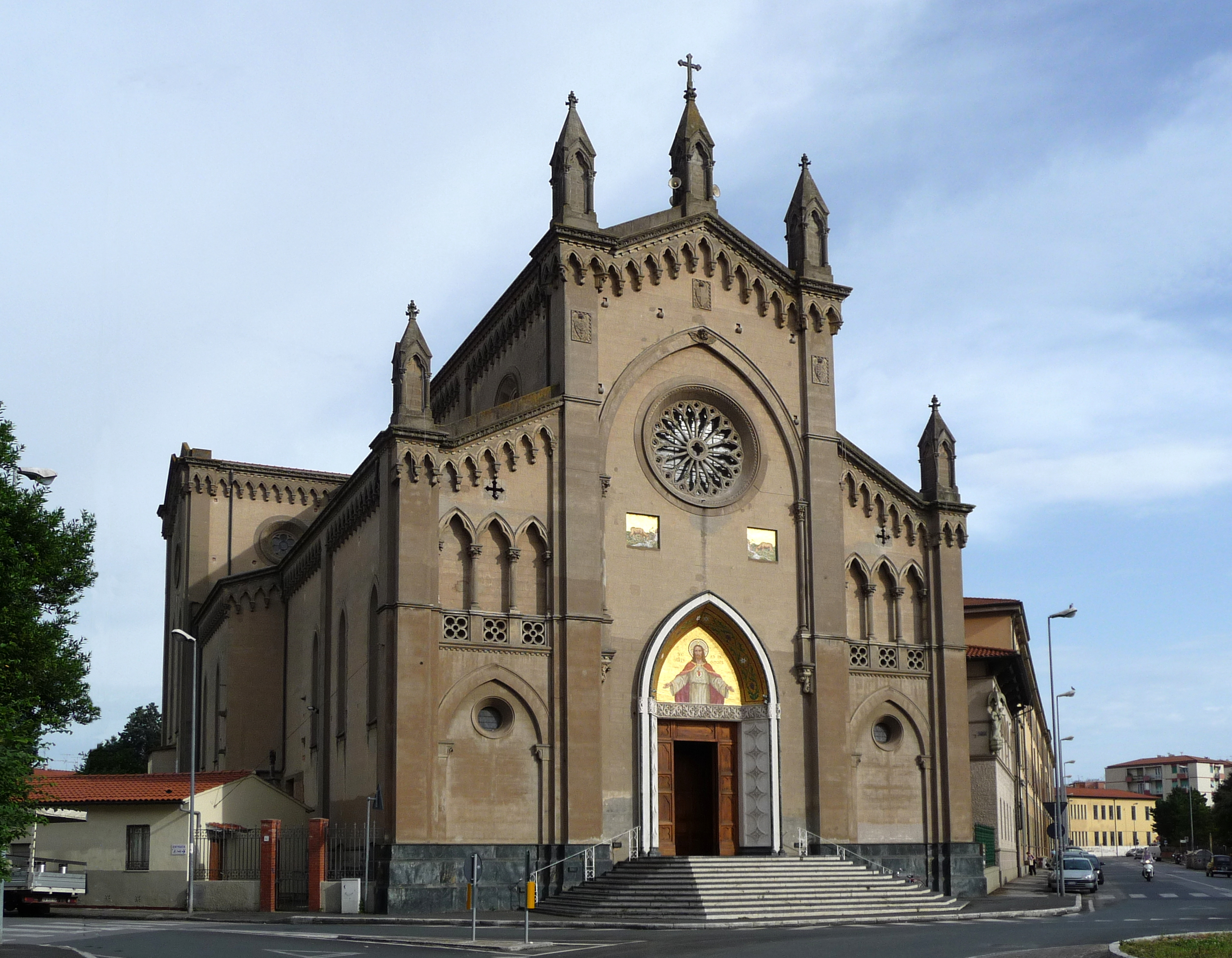
Torello Macchia, chiesa del Sacro Cuore, Livorno

Fu artefice di opere in uno stile eclettico, che spazia dal Liberty della palazzina Del Corona, costruita sul lungomare di Livorno (scomparsa), al neogotico delle architetture religiose (come la propositura di Lari e la chiesa del Sacro Cuore a Livorno), fino al razionalismo della scuola d'infanzia del Santissimo Crocifisso, a Lari.

## Opere principali
- Progetto per la chiesa di Antignano, a Livorno (non realizzato)
- Palazzina Del Corona, Livorno (scomparsa)
- Cappella delle Suore della Carità presso il cimitero della Misericordia di Livorno (1903)
- Restauro della chiesa di Santa Barbara della Misericordia, a Livorno (1903)
- Rinnovamento della chiesa dei Cappuccini, a Livorno (ultimato intorno al 1903)
- propositura di Lari (1908)[1]
- Seamen's Institute, Livorno (inaugurato nel 1913, distrutto)
- Ristrutturazione del Teatro degli Avvalorati, in Livorno (1919, oggi scomparso)
- Chiesa del Sacro Cuore, Livorno (iniziata nel 1919)[2]
- Cappella del Sacro Cuore per le Figlie povere di San Giuseppe Calasanzio, Livorno (iniziata nel 1924)
- ampliamento della chiesa di San Jacopo in Acquaviva (anni trenta del Novecento)